# Arslanmyrat Amanow
Arslanmyrat Amanow (Aşgabat, 28 marzo 1990) è un calciatore turkmeno, centrocampista dell'Arkadag e della nazionale turkmena.

## Carriera

### Club
Ha giocato nella prima divisione turkmena, in quella kazaka ed in quella uzbeka; nel corso degli anni ha giocato complessivamente 6 partite in AFC Champions League, 5 partite (con 2 gol segnati) in Coppa dell'AFC e 9 partite (con 8 gol segnati) in Coppa del Presidente dell'AFC.

### Nazionali
Ha partecipato alla Coppa d'Asia 2019, in cui ha giocato tutte e tre le partite della fase a gironi, concluse con altrettante sconfitte, che sono state anche le uniche partite disputate dalla sua nazionale nel corso del torneo.

## Statistiche

### Cronologia presenze in nazionale
| Cronologia completa delle presenze e delle reti in nazionale ― Turkmenistan | Cronologia completa delle presenze e delle reti in nazionale ― Turkmenistan | Cronologia completa delle presenze e delle reti in nazionale ― Turkmenistan | Cronologia completa delle presenze e delle reti in nazionale ― Turkmenistan | Cronologia completa delle presenze e delle reti in nazionale ― Turkmenistan | Cronologia completa delle presenze e delle reti in nazionale ― Turkmenistan | Cronologia completa delle presenze e delle reti in nazionale ― Turkmenistan | Cronologia completa delle presenze e delle reti in nazionale ― Turkmenistan |
| Data                                                                        | Città                                                                       | In casa                                                                     | Risultato                                                                   | Ospiti                                                                      | Competizione                                                                | Reti                                                                        | Note                                                                        |
| --------------------------------------------------------------------------- | --------------------------------------------------------------------------- | --------------------------------------------------------------------------- | --------------------------------------------------------------------------- | --------------------------------------------------------------------------- | --------------------------------------------------------------------------- | --------------------------------------------------------------------------- | --------------------------------------------------------------------------- |
| 9-1-2019                                                                    | Abu Dhabi                                                                   | Giappone                                                                    | 3 – 2                                                                       | Turkmenistan                                                                | Coppa d'Asia 2019 - 1º turno                                                | 1                                                                           | cap. 69’                                                                    |
| 13-1-2019                                                                   | Dubai                                                                       | Turkmenistan                                                                | 0 – 4                                                                       | Uzbekistan                                                                  | Coppa d'Asia 2019 - 1º turno                                                | -                                                                           | cap. 65’                                                                    |
| 17-1-2019                                                                   | Abu Dhabi                                                                   | Oman                                                                        | 3 – 1                                                                       | Turkmenistan                                                                | Coppa d'Asia 2019 - 1º turno                                                | -                                                                           | 68’                                                                         |
| 14-11-2019                                                                  | Aşgabat                                                                     | Turkmenistan                                                                | 3 – 1                                                                       | Corea del Nord                                                              | Qual. Mondiali 2022                                                         | 1                                                                           | cap. 11’                                                                    |
| 19-11-2019                                                                  | Aşgabat                                                                     | Turkmenistan                                                                | 2 – 0                                                                       | Sri Lanka                                                                   | Qual. Mondiali 2022                                                         | -                                                                           | cap.                                                                        |
| Totale                                                                      |                                                                             | Presenze                                                                    | 5                                                                           |                                                                             | Reti                                                                        | 2                                                                           |                                                                             |

## Palmarès

### Club

#### Competizioni nazionali
- Coppa dell'Uzbekistan: 1

Lokomotiv Tashkent: 2019
- Ýokary Liga: 2

Arkadag: 2023, 2024
- Coppa del Turkmenistan: 1

Arkadag: 2023